# Ryan Day
Ryan Day (ur. 23 marca 1980 w Pontycymer w Walii) – snookerzysta walijski. W gronie profesjonalistów od 1999 roku. Plasuje się na 16. miejscu pod względem zdobytych setek w profesjonalnych turniejach, w sierpniu 2025 miał ich łącznie 482.

## Kariera
W 2001 roku został zwycięzcą nierankingowego turnieju Benson & Hedges Championship. Został wtedy uznany za najbardziej wyróżniającego się młodego gracza sezonu 2000/2001. Zakwalifikował się do turnieju Masters w 2002, jednak przegrał pierwszy mecz ze Stephenem Hendrym.
W sezonie 2003/2004 zanotował efektowny występ podczas pierwszej rundy Mistrzostw Świata, kiedy to jako pierwszy (i jedyny do tej pory) w historii uzyskał trzy 100-punktowe breaki w jednym meczu. W całym spotkaniu pokonał go John Higgins.
W sezonie 2005/06 dotarł do ćwierćfinału Welsh Open, zaś w  Mistrzostwach Świata osiągnął 2. rundę, gdzie przegrał z Ronnie O’Sullivanem. W rankingu zanotował znaczny awans – wspiął się z miejsca 33. na 17.
Sezon 2006/07 był najlepszym do tej pory sezonem dla Ryana. Dotarł do ćwierćfinałów Northern Ireland Trophy 2006 oraz do finału Malta Cup 2007, gdzie przegrał z Shaunem Murphy. Podczas Mistrzostw Świata 2007 po raz setny zdobył 100-punktowego breaka (najwyższy break tego zawodnika to 145 punktów podczas Mistrzostw Świata w 2004 roku).
W sezonie 2007/08 znalazł się na 16. pozycji w rankingu, jedno miejsce wyżej niż poprzednio. Jako członek Top 16 jest więc automatycznie zakwalifikowany do zasadniczej części wszystkich turniejów. Sezon rozpoczął zajęciem 2. miejsca w turnieju Shanghai Masters 2007. Dotarł potem do półfinału w China Open oraz ćwierćfinału w Mistrzostwach Świata. Sezon skończył na 8. miejscu w rankingu.
Sezon 2008/09 rozpoczął od ćwierćfinału Shanghai Masters oraz finału Grand Prix, w którym został pokonany przez Johna Higginsa. Po tych sukcesach przesunął się na 3. miejsce rankingu.
Do końca sezonu 2013/2014, na swoim koncie zapisał 219 breaków stupunktowych.
Dnia 23 października 2014 wbił swojego pierwszego brejka maksymalnego. Dokonał tego w spotkaniu z Cao Yupeng w Asian Tour 2014/2015 – Turniej 2.

## Życie prywatne
Ma żonę Lynsey i córkę Francescę, urodzoną 2 sierpnia 2006 roku.
Wraz z ojcem prowadzi Pontycymer Snooker Club. Ojciec Ryana jest żonaty ze starszą siostrą jego żony Lynsey.
Jego młodszy brat, Rhys, grał w klubach piłkarskich Manchester City oraz Mansfield Town, a także był kapitanem walijskiej drużyny U-21.